# Рынья (река)
Рынья — река в России, протекает в Тюменской области. Устье реки находится на высоте 35 м над уровнем моря в 131 км по левому берегу реки Алымка. Длина реки составляет 54 км. Вытекает из озера Кривое на высоте 49 м над уровнем моря.

## Данные водного реестра
По данным государственного водного реестра России относится к Иртышскому бассейновому округу, водохозяйственный участок реки — Иртыш от впадения реки Тобол до города Ханты-Мансийск (выше), без реки Конда, речной подбассейн реки — бассейны притоков Иртыша от Тобола до Оби. Речной бассейн реки — Иртыш.
Код объекта в государственном водном реестре — 14010700112115300013272.